# Ujjazás

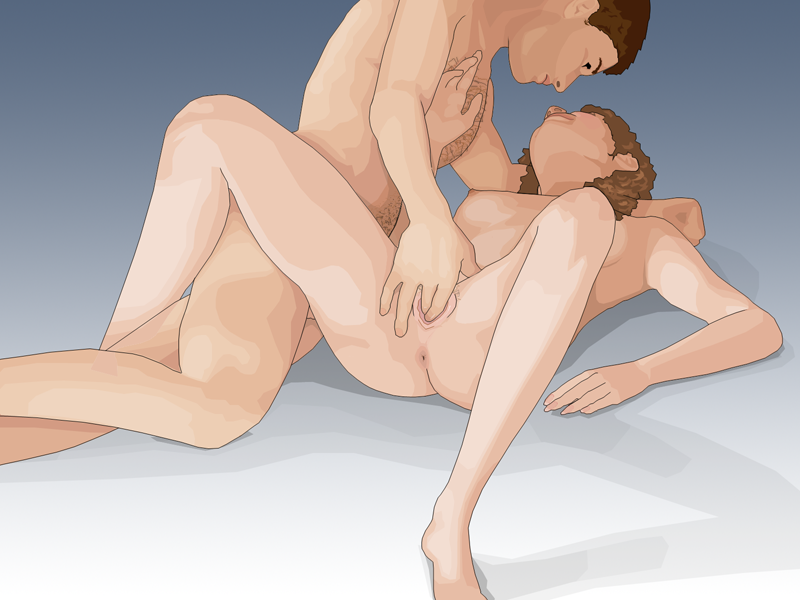
Az ujjazás tankönyvi bemutatása

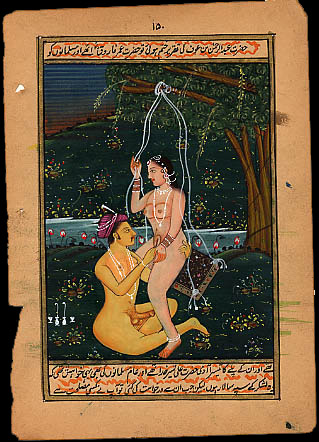
Ujjazás az ősi Indiában (Kámaszútra illusztráció)

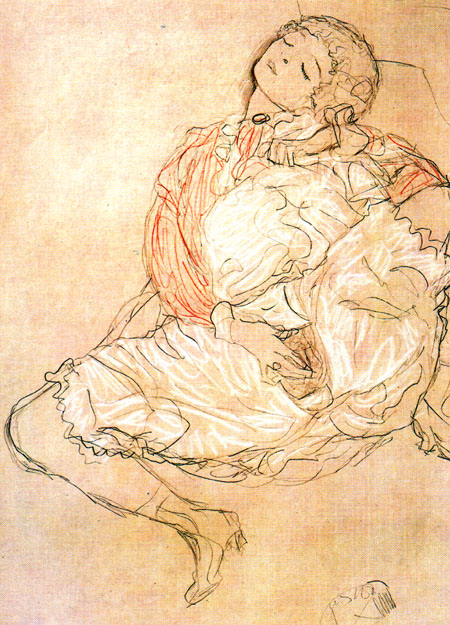
Gustav Klimt: "Fiatal lány ujjazás közben" (1916).

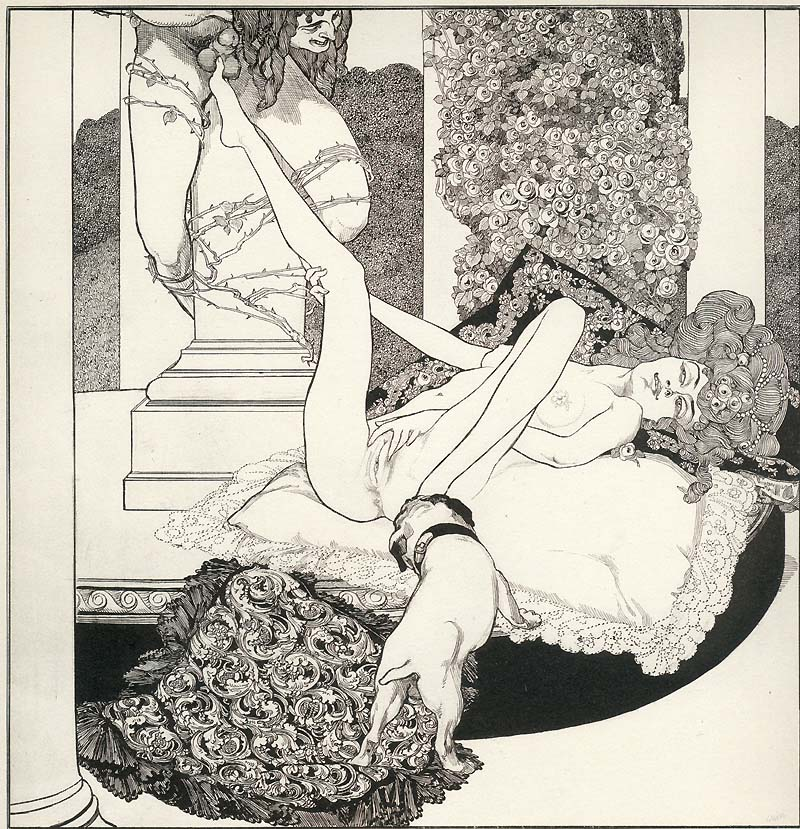
Franz von Bayros metszete (1908)

Az ujjazás a szexuális előjáték egyik formája, amelynek során a szexuális együttlét résztvevői egymás intim testrészeit a kéz ujjaival izgatják örömszerzés céljából. Annak érdekében, hogy az aktus megfelelően oldott hangulatban történjen, rendkívül fontos a fokozatosság. A beteljesülés felé vezető út az előjátékkal kezdődik, amelyben a résztvevők számára fontos az erogén zónák ingerlése. Az érzékeny testrészek ingerlése a nőknél (csikló, a hüvely, esetenként a végbélnyílás, ez férfiaknál is előfordulhat) az előjáték vagy az önkielégítés, esetleg a kölcsönös önkielégítés része lehet.

## A kézzel történő örömszerzés módozatai
- A csikló izgatása

A csikló izgatása a leggyakoribb változata az ujjazásnak, előjátékként és önkielégítésként is. A csikló a női orgazmus szerve, amely nem csupán a csikló látható részéből, a csikló makkjából áll, hanem további részekből is, így a szárai mélyebben, 8-12 cm mélyen a hüvelyt körülvéve helyezkednek el. A nők többsége csak a csikló ingerlése által jut el az orgazmusig, csupán a nők 20 százaléka képes kizárólag hüvelyi aktus által elérni az orgazmust.
- Hüvelyi izgatás

A hüvely ujjakkal történő izgatása, az orgazmus elérésének egyik lehetséges módja, képezheti részét vagy egészét a szexuális egyesülésnek. Gyakran az előjáték része, előkészíti a hüvelyt az aktusra. Más esetben, mikor a nemi egyesülés nemkívánatos vagy valamilyen okból lehetetlen, a hüvelyi izgatás biztosítja az örömszerzést.
A hüvely ujjazása a G- és A-pontok izgatását célozza. A G-pont átlagosan öt centiméter mélyen helyezkedik el, a hüvely elülső (hasi) falán. Az A-pont mélyebben található, szintén az elülső falon.
A G-pont izgatása gyakran vezet női ejakulációhoz. Ilyen esetben a Skene-mirigyek (amik elképzelhető, hogy megegyeznek a G-ponttal) váladékot kezdenek termelni, ami a húgycső kivezető nyílásán jön ki. Orgazmus hatására az itt kicsapódó váladék kilövell. Ez a folyadék olyan antitesteket tartalmaz, melyeket csak a férfi prosztata termel, így feltételezhetően a G-pont annak női megfelelője. A férfi prosztata végbélen át történő izgatása hasonlót eredményezhet.
Az A-pont izgatása gyors nedvesedést és kiemelkedő szexuális élvezetet nyújthat másféle izgatás nélkül is. A megszakítás nélküli izgatás orgazmushoz vezet.
- A férfiak örömszerző zónái

## Örömszerző technikák
- A hívás: a középső ujj behatol a hüvelybe és visszahajló (hívó) mozdulatokkal ingerli a belső idegeket, esetleg a G-pontot.
- G-pont és csikló együttes ingerlése.

A partner a nőt az ölébe veszi és átkarolja, majd az egyik kéz 2 ujjával a csikló fölötti részt gyengéden dörzsöli, közben a másik kéz valamelyik ujjával behatol a hüvelybe, és finoman dörzsöli a hüvely has felé eső oldalát. Kicsit beljebb átlagosan 5 cm mélyen helyezkedik el a G-pont.

## Anális izgatás
A végbél ujjakkal történő ingerlése, a további anális szex előkészítésére szolgál. Szexuális örömöt okoz, így segítve elő a végbél izmainak ellazulását és azok előkészületét a pénisz vagy dildó befogadására. A végbél ujjazásának segítségével izgatható a férfi prosztatája, ezáltal juttatva orgazmushoz a férfit. Az így elért magömlés során nagyobb mennyiségű ondó ürül ki, mint az egyszerű (orális vagy genitális úton elért) orgazmus esetén, ezáltal téve élvezetesebbé.
Az anális izgatást használják a homoszexuális és heteroszexuális párok is.

## Biztonság
Az ujjazás biztonságos szexnek minősül, ha a higiéniai előírásokat betartják. A kéznek tisztának kell lennie, s a körmöket gondosan simára kell vágni, különben sérüléseket, s ezáltal fertőzéseket okozhatnak. Ha hüvelyi és anális izgatás is történik, a kezet meg kell mosni a kettő között, vagy ki kell cserélni a használt gumikesztyűt.

## Lásd még
- Erogén zóna
- Orgazmus
- Kámaszútra